# Peter Monamy

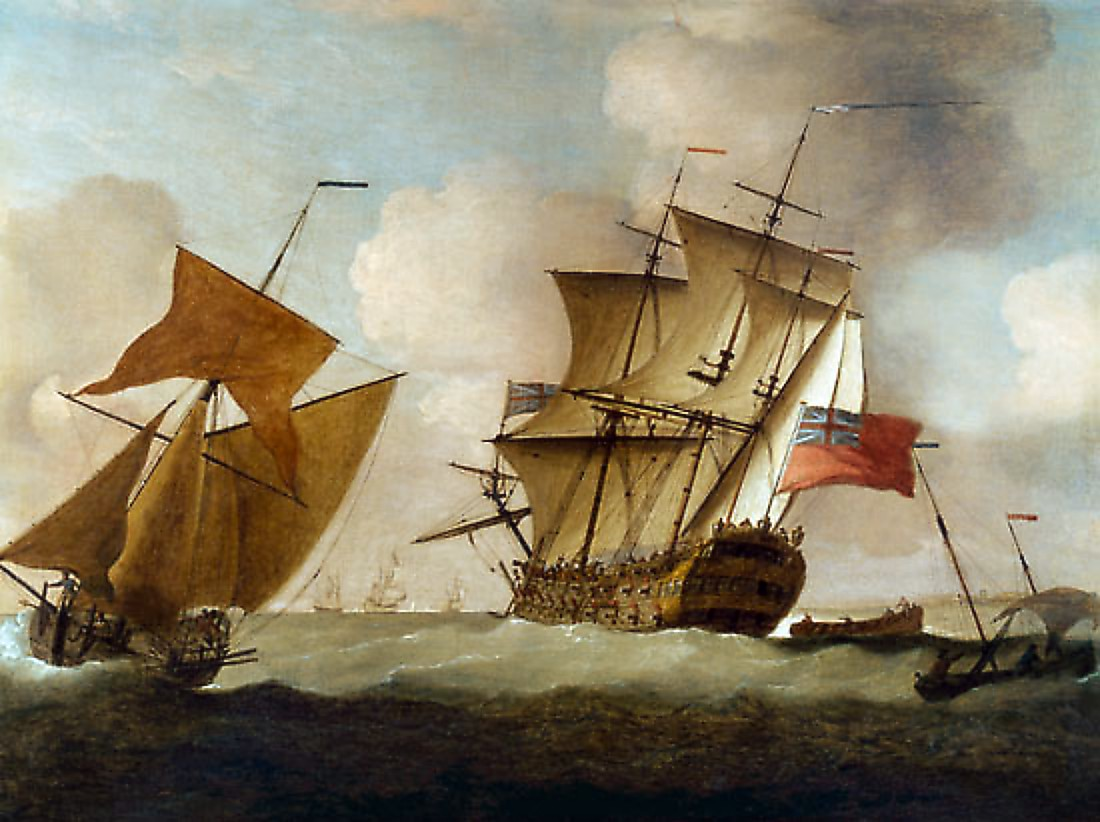
Een Derde-klasse vervoegt haar flottielje bij Elizabeth Castle, Jersey van Peter Monamy

Peter Monamy (1681 - 1749) was een Engels kunstschilder van voornamelijk marines.
Monamy schilderde vijf grote doeken voor Lord Torrington, (1663–1733), bevelhebber van de Royal Navy om zijn overwinningen ter zee vast te leggen. Rond de jaren 1720 vestigde Monamy zijn reputatie als een schilder met aanzien die ook werkzaam was als decorateur van huizen. Het gunstige klimaat voor kunstenaars veranderde drastisch toen koning George I in 1727 overleed. Monamy kreeg te maken met censuur en de invoer van schilderijen uit het buitenland. Hij kreeg toch de kans om vier grote marines tentoon te stellen bij de opening van de Vauxhalltuinen in 1732.
Toen Groot-Brittannië halverwege de 18e eeuw een eerste poging deed om de wereldzeeën te overheersen kreeg Monamy nieuwe opdrachten. Hij schilderde vier versies van de slag van Porto Bello in Panama tussen de Engelse marine en de Spanjaarden.